# Johan Gallén
Johan Vilhelm Gallén, później Kalema (ur. 28 kwietnia 1888 w Lohji, zm. 17 września 1962 w Helsinkach) – fiński zapaśnik. Olimpijczyk z Antwerpii 1920, gdzie zajął piąte miejsce w wadze półciężkiej.
Piąty na mistrzostwach świata w 1921. Wicemistrz kraju w 1919 roku, w stylu klasycznym. Trzeci w stylu wolnym w 1924 roku.

## Letnie Igrzyska Olimpijskie 1920
| Konkurencja        | Rundy eliminacyjne       | Rundy eliminacyjne     | Klas. końcowa |
| Konkurencja        | 1/8                      | 1/4                    | Miejsce       |
| ------------------ | ------------------------ | ---------------------- | ------------- |
| 82,5 kg styl wolny | Hyacinthe Roosen (BEL) Z | Anders Larsson (SWE) P | 5.            |